# Obervogteiamt Achberg
Das Obervogteiamt Achberg war ein Verwaltungsbezirk im Süden des heutigen Bundeslandes Baden-Württemberg. Es gehörte von 1806 bis 1850 zu Hohenzollern-Sigmaringen, dann bis zu seiner Auflösung im Jahr 1854 als Teil der Hohenzollernschen Lande zu Preußen.

## Geschichte
Seit 1691 gehörte die Herrschaft Achberg zur Kommende Altshausen des Deutschen Ordens. Ende 1805 nahm Bayern die Herrschaft in Besitz, musste sie aber im folgenden Jahr gemäß Art. 23 der Rheinbundakte dem Fürstentum Hohenzollern-Sigmaringen überlassen. Achberg wurde Sitz eines fürstlichen Obervogteiamts. Nach dem Übergang der Souveränität an Preußen bestand das Obervogteiamt weiter, bis es durch Verordnung vom 18. Januar 1854 aufgehoben und ins Oberamt Sigmaringen eingegliedert wurde.
Das Obervogteiamt deckte sich mit dem Gebiet der heutigen Gemeinde Achberg.

## Amtsvorsteher
- 1798–1814: Jakob Schäfer
- 1816–1831: Friedrich Widmann
- 1831–1854: Karl von Baretti